# Під брамою собору
«Під брамою собору» — новела українського письменника Григорія Косинки. Етюд написано в 1920 році, в якому автор у нарисовій формі майстерно відтворив враження зі свого життя.

## Історія написання
Етюд вперше було видруковано в Києві в 1920 року в збірці «Гроно» — складеній літературно-мистецькою групою «Гроно». На початку 20-х років у Києві згуртувалася літературно-мистецька група «Гроно», до якої ввійшли, крім Г. Косинки та її організатора В. Поліщука, також М. Терещенко, Д. Загул, П. Филипович, М. Любченко та ін. «Гронівці» виступали за тісний зв’язок літератури з життям, за мистецтво, доступне «для якнайширшого загалу, для пролетарських мас».
Група «Гроно» влаштовувала літературні вечірки в робітничих клубах і студентських гуртожитках, на яких молоді митці читали свої твори. Особливо великою популярністю в слухачів користувався Г. Косинка. А читав він свої новели напам’ять, як вірші. Саме на такому зібранні і зачитав Косинка, вперше свій діалоговий ескіз - «Під брамою собору».
Цей коротенький літературний ескіз — про взаємини між жебраками, представниками суспільного дна, які складаються за принципом домінування грубої фізичної сили.  В ньому автор виражено тяжіє до наслідування раннього українського модерну. В нехарактерному для Косинчиної творчості (бодай уже тим, що темою є міське життя), але цей ескіз: свідчення пошуків автором «своєї» — найближчої за світовідчуттям і світоусвідсмленням — традиції, до котрої Косинка має намір долучитися.

## Сюжетна лінія
Відрізнити справді бідну людину,яка потребує допомоги,і прохача, для якого виманювання грошей стало звичним заробітком, не так вже й просто. В оповіданні автор  розказує про відносини між жебраками. Ми бачимо старенького дідуся, жінку старчиху і кривого товариша дідуся. Всі вони зібрались перед брамою Святого Собору просити милостиню. Милостиня споконвіку вважалася однією з найбільших проявів християнства.Але ж і людська заздрість, яка теж присутня споконвіку, проявилась у жінки-старчихи. Бо коли поважна Дама, вийшовщи з Собору, дістала гроші, старчиха перехонлює в дідуся папірець в пятдесят крпійок.І хоч тут всі бідні, але ми відчуваємо як підло вчинила ця жінка. Ось такі реалії того часу, які влучно підмітив автор і описав в притаманний йому спосіб.( діалоговий стиль).

## Стилістичні особливості
Уже в ранніх творах Косинки дослідники відокремили головну особливість - його тяглоість до імпресіонізму. Характерним для імпресіоністичної поетики Григорія Косинки є використання алогічних, фрагментарних,  обірваних, майже не пов’язаних між собою реплік дійових осіб. А більшість тем, діалогів та подій він черпав зі свого життя, тому всі ці твори мають риси автобіографічності.

## Образи
- Дідусь — прохач милостині;
- Жінка-старчиха — прохачка милостині;
- Кривий — товариш дідуся;
- Дама — милосердна християнка.

## Критика
На особливості ранніх творів Григорія Косинки ще в 1924 році вказував Максим Рильський, зазначивши, зокрема, що художня манера письменника «стрімка, похаплива, бадьора і до певної міри фотографічно-імпресіоністична». Для окремих з них характерний лірико-імпресіоністичний стиль, або, як називає його В. Фащенко, «штрихова стилістика». Така манера письма й визначила побудову ранніх творів. Композиція їх «фрагментарна, асоціативна. Сюжетний рух має пульсуючий, стрибкоподібний характер, що відповідає блискавичній зміні настроїв оповідача або персонажа». В окремих творах важко визначити зав'язку, розвиток дії, навіть кульмінацію — ті необхідні компоненти традиційного оповідання, які характерні для пізніших новел. Деякі з цих компонентів, власне, і відсутні, їх функції часто виконує глибокий підтекст, що дає можливість читачеві з’єднати хаотично розпорошені епізоди й ситуації, які автор змальовує кількома мазками, та самому домислити дію. Тому велике смислове навантаження в косинчиній новелі несуть економна фраза, короткі, уривчаті, емоційно забарвлені діалоги.

## Бібліографічний опис

### Перше видання
- 1920 року збірка «Гроно» — книжечка-зібрання, складена літературно-мистецькою групою «Гроно» (Київ). Оригінал друкованого документу зберігається в ЦНБ АН України. Рукописний відділ, ф.54, №3, №4, ф.248, №9.

### Публікації
Надалі вже новела публікувалася в авторських збірках.
- Косинка Г. В житах : оповідання / Г. Косинка. — Харків : Держ. вид-во України, 1926. — 188, [4] с. — (Бібліотека українських письменників).;
- Косинка Г. Вибрані оповідання / Г. Косинка. — Вид. 2-ге. — Київ ; Харків : Держ. вид-во України, 1929,—-228 с.;

Потім тривалий час творчість Косинки замовчувалася, лише з середини ХХ століття він повернувся до читача, а за ним і новела «На бураки».
- Косинка Г.  Твори / Г. Косинка. — Київ : Молодь, 1972. — 222 с., [4] арк іл. — (Шкільна бібліотека). Вибрані твори. — Харків : Ранок, 2009. — 334, [1] с. — (Серія "Українські класики" : у 12 т.; т. 5);
- Косинка Г. Гармонія : новели / Г. Косинка. — Киш : Дніпро, 1981. — 222 с.;
- Косинка Г. Гармонія : оповідання, публіцистика, спогади про Григорія Косинку / Г. Косинка. — Київ : Дніпро, 1988. — 604, [1] с., [13] арк іл.;
- Косинка Г. Заквітчаний сон : оповідання, спогади про Г. Косинку / Г. Косинка. — Київ : Веселка, 1990. — 285, [2] с. [4] арк іл., портр.;
- Косинка Г. Вибрані твори / Г. Косинка. — Київ : ЛДЛ, 2002. — 190, [1] с.: портр.;
- Косинка Г. В житах : [оповідання] / Г. Косинка. — Київ : Школа, 2007. — 300, [2] с. — (Бібліотека шкільної класики).;
- Косинка Г. Вечірні тіні: оповідання / Г. Косинка. — Харків : Важпромавтоматика, 2007. — 320 с.: портр. — (Серія "Грамота").

## Цікаві факти
- Етюд-оповідання «Під брамою собору» був виданий у колективній збірочці творчого гурту «Гронівців»
- «Під брамою собору» - один із небагатьох етюдів, в якому автиор відобразив урбаністичні нюанси тогочасся: один із епізодів життя тогочасного міста.
- В Григорія Косинки був період в житті, коли він замешкав на території Софіїваського собору, який тоді мали чималу площу і додаткові господарські будівлі (в одній з яких і туоиоася сім'я) Косинки. Тому, очевидно, що ідею та діалоги до свого етюду він почерпнув з тих часів і цей його твір також відноситься до його автобіографічного стилю.